# Siphlophis worontzowi
Siphlophis worontzowi е вид змия от семейство Смокообразни (Colubridae). Видът не е застрашен от изчезване.

## Разпространение и местообитание
Разпространен е в Боливия, Бразилия (Амазонас, Мато Гросо, Пара и Рондония) и Перу.
Обитава гористи местности и пасища.